# Campionato del mondo di calcio da tavolo 1997
Il Campionato del mondo di calcio da tavolo 1997 si tenne ad Atene.

## Medagliere
| Pos. | Paese       | Oro | Argento | Bronzo | Totale |
| ---- | ----------- | --- | ------- | ------ | ------ |
| 1    | Grecia      | 3   | 2       | 1      | 6      |
| 2    | Austria     | 2   | 2       | 2      | 6      |
| 3    | Portogallo  | 2   | 1       | 1      | 4      |
| 4    | Belgio      | 1   | 2       | 4      | 7      |
| 5    | Inghilterra | 0   | 1       | 2      | 3      |
| 6    | Danimarca   | 0   | 1       | 0      | 1      |
| 7    | Italia      | 0   | 0       | 3      | 3      |

## Categoria Open

### Risultati

#### Individuale
Prima fase a gironi ed Eliminazione Diretta
| Oro     | Vasco Guimaraes            | Portogallo    |
| Argento | Filipe Maia                | Portogallo    |
| Bronzo  | Gil Delogne Christos Rikos | Belgio Grecia |

#### Squadre
Prima fase a gironi ed Eliminazione Diretta
| Oro     | Portogallo Paulo Sobral, Luís Machado, Filipe Maia, Vasco Guimaraes | Portogallo    |
| Argento | Grecia Leonidas Papmichail, Kostas Kechris, Dimitris Tsompanidis, Dimitris Mavromitos                                                                                           | Grecia        |
| Bronzo  | Belgio Frédéric Perdaens, Olivier Delogne, Gil Delogne, Philippe Roufosse Italia Stefano De Francesco, Eric Benvenuto, Gianluca Galeazzi, Simone Bertelli, Giancarlo Giulianini | Belgio Italia |

## Categoria Under20

### Risultati

#### Individuale
Prima fase a gironi ed Eliminazione Diretta
| Oro     | Dionisis Koutis              | Grecia                 |
| Argento | Thomas Wittmann              | Austria                |
| Bronzo  | Chris Thomas Sergio Loureiro | Inghilterra Portogallo |

#### Squadre
Prima fase a gironi ed Eliminazione Diretta
| Oro     | Grecia Spyros Hantzaras, Giannis Ntakas, Dionisis Koutis, Giorgos Tsombanidis                                                                       | Grecia              |
| Argento | Belgio Valéry Dejardin, Delphine Dieudonné, Giosi Centritto, Bessim Golger                                                                          | Belgio              |
| Bronzo  | Austria Wolfgang Haas, Markus Jurik, Wofgang Hucek, Thomas Wittmann, Heinz Eder Inghilterra Dean Whittaker, Peter Thomas, Chris Thomas, Chris Short | Austria Inghilterra |

## Categoria Under16

### Risultati

#### Individuale
Prima fase a gironi ed Eliminazione Diretta
| Oro     | Nikos Beis                          | Grecia             |
| Argento | Wolfgang Haas                       | Austria            |
| Bronzo  | Peter Thomas Alberto Mateos Navarro | Inghilterra Spagna |

#### Squadre
Prima fase a gironi ed Eliminazione Diretta
| Oro     | Grecia Nikos Beis, Spyros Mavroidakos, Thanasis Karamanis, Velisarios Fragakis, Giannis Gouvelis | Grecia  |
| Argento | Austria Steven Morawitz, Michael Dressler, Günter Exler, Elisabeth Haas                          | Austria |
| Bronzo  | Italia Umberto Chino, Daniele Della Monaca, Alex Orlando, Bruno Mazzeo                           | Italia  |

## Categoria Veterans

### Risultati

#### Individuale
Prima fase a gironi ed Eliminazione Diretta
| Oro     | Gerhard Ecker                             | Austria       |
| Argento | Nasos Fotopoulos                          | Grecia        |
| Bronzo  | Stefano De Francesco Jean-Marie Pennequin | Italia Belgio |

#### Squadre
Prima fase a gironi ed Eliminazione Diretta
| Oro     | Austria Gerhard Ecker, Alfred Strommer, Gustav Adler, Dieter Dressler | Austria     |
| Argento | Belgio De Vos, Jean-Marie Pennequin, Franz Hipfinger, Jos Ceulemans   | Belgio      |
| Bronzo  | Inghilterra Tom Taylor, Mike Newton, Cyril Mitchener, Richards        | Inghilterra |

## Categoria Femminile

### Risultati

#### Individuale
Prima fase a gironi ed Eliminazione Diretta
| Oro     | Delphine Dieudonné             | Belgio         |
| Argento | Kamilla Kristensen             | Danimarca      |
| Bronzo  | Cynthia Bouchez Elisabeth Haas | Belgio Austria |